# Öyvind Fahlström
Öyvind Fahlström (San Paolo del Brasile, 28 dicembre 1928 – Stoccolma, 9 novembre 1976) è stato un poeta, scrittore e pittore svedese.
È considerato il fondatore del Concretismo letterario.

Nacque in Brasile da Frithjof Fahlström, norvegese, e Karin Fahlström, svedese. Per ius soli divenne cittadino brasiliano trascorrendo la sua infanzia tra San Paolo, Niterói e Rio de Janeiro, studiando in portoghese e in inglese alla Escola Britânica di San Paolo. Nell'estate del 1939, all'età di dieci anni, venne imbarcato da solo sulla motonave Nordstjernan diretta a Stoccolma per trascorrere le vacanze estive presso i parenti materni. A causa dello scoppio della Seconda Guerra Mondiale, fu costretto a restare in Svezia e non poté rivedere i genitori fino al 1948.

## Biografia

### 1928-1966
Öyvind Axel Christian Fahlström nasce il 28 dicembre 1928 a San Paolo in Brasile. Figlio unico, suo padre Henri Frithjof Fahlström è norvegese e lavora in Brasile come traduttore , mentre la madre Karin Margarete Kronvall è di Stoccolma. Nel 1936 il piccolo Fahlström viene iscritto alla British School di San Paolo dove riceve un’istruzione in lingua inglese e portoghese mentre comunica coi genitori in svedese. Nel luglio 1939, all’età di dieci anni, viene imbarcato da solo sulla motonave Nordstjernan diretta in Svezia per trascorrere le vacanze estive dai nonni e dagli zii materni. Lo scoppio della guerra il primo settembre impedisce a Fahlström di tornare in Brasile e i suoi genitori di raggiungerlo. Bloccato a Stoccolma la sua istruzione continua alla Withlock School, una scuola privata famosa per incoraggiare le doti degli studenti. In questa scuola si approccia allo studio della lingua francese e del latino, comprese le letture dei classici latini come Orazio, Cicerone e Livio. Fahlström soffre la lontananza dei genitori e preferisce passare le giornate in modo solitario dedicandosi alla lettura di testi stranieri in lingua originale, come Le relazioni pericolose di de Laclos, le poesie di Victor Hugo e i lavori di Antonin Artaud. Negli anni Quaranta inizia anche a comporre le sue prime poesie, raccolte nel manoscritto inedito Trumpeten i Stjärten.
Gli anni Cinquanta segnano l’inizio dell’interesse artistico di Fahlström dal momento che può finalmente seguire i corsi all’Università di Stoccolma a cui non aveva potuto prendere parte a causa del servizio militare. Studia la storia dell’arte egiziana, fenicia, greca, etrusca e romana. Nel 1950 si reca per la prima volta in Italia per un seminario e nel 1951 sposa la compagna di corso Brigitta Tamm, con la quale si trasferisce a Stoccolma nel quartiere di Gamla Stan dove Fahlström inizia a lavorare come assistente bibliotecario e guida turistica. Sempre negli anni Cinquanta Fahlström si dedica all'attività scrittore di articoli per riviste. Dal 1952 al 1966 collabora come giornalista per il periodico svedese di arte “Konstrevy” affrontando argomenti disparati che dimostrano il suo carattere ecclettico. L’anno 1953 segna la svolta per la carriera di Fahlström: riesce a pubblicare il suo primo manifesto, realizza quello che è riconosciuto dalla critica come il suo primo lavoro ed espone per la prima volta all’estero, in Italia.

#### Manifesto per la Poesia Concreta
Nel 1953 Fahlström pubblica sulla rivista “Odyssè” il suo manifesto per la poesia concreta, Hätila ragulpr på fåtskiliaben. Il titolo, apparentemente senza significato, è tratto dalla versione svedese del romanzo Winnie Puh di Milne: nello specifico si tratta dell’episodio durante il quale il personaggio del gufo tenta goffamente di scriver buon compleanno, convincendo l’orso protagonista della correttezza e del senso logico della frase. Il testo si apre con una citazione del Manifesto tecnico per la letteratura Futurista del 1912: «Remplacer la psycologie de l’homme...par L’OBSESION LYRIQUE DE LA MATIERE» e risulta quindi chiaro il debito di Fahlström per la poesia futurista. Secondo l’autore, le parole sono simboli ma devono essere utilizzate come materia prima per creare la poesia, esattamente come le immagini nella pittura. Fahlström inoltre sottolinea la maggiore importanza che, all’interno di una performance recitativa, è assunta dalla voce che legge piuttosto che dalle parole scritte, dal momento che la prima è di natura unica e irripetibile mentre le parole sono statiche e immutabili. Per Fahlström la società moderna ha bisogno di un nuovo mezzo di espressione che si può manifestare nella poesia concreta con la verticalità data dalla ripetizione di strofe, anche uguali. I vocaboli stessi possono essere ripetuti: si può utilizzare la stessa parola nelle diverse righe, in posizioni diverse o allineata verticalmente creando un interessante sviluppo sulla pagina.

#### Opera
Considerato il primo lavoro ufficiale di Fahlström, Opera è un fregio su carta lungo dodici metri e alto ventisette centimetri, composto da dieci pezzi numerati in modo da poter essere assemblati correttamente e realizzato con la penna Cado tra il 1952 e il 1953. La scelta di questo formato dipende dalla volontà dell’autore di spingere lo sguardo dell’osservatore verso un ininterrotto movimento orizzontale come guardando un film. La versione originale di Opera è collocata presso Il museo Reina Sofia di Madrid ma nel 1968 per volontà di Daniel Cordier ne sono stati ristampati quattrocento esemplari in litografia in scala due terzi rispetto all’originale.

### 1961-1976
Nel 1961 Öyvind Fahlström vince la borsa di studio messa in palio dalla Swedish-American Foundation e il tredici ottobre dello stesso anno si trasferisce a New York accompagnato dalla seconda moglie Barbro Östlihn. La coppia si stabilisce in un appartamento in Front Street all’interno dello stesso palazzo dove risiedono Jasper Johns e Robert Rauschenberg.

## Produzione

### Opere
- 1952-1953, Opera
- 1953, Kalas på motiv ur Opera
- 1954, Edlund[6]
- 1954, Åtta permutationer
- 1955, Rytmisk Monomanometer
- 1955, Ade-Ledic-Nander 1
- 1955-1957, Ade-Ledic-Nander 2
- 1959, La culla del boia
- 1960, Dr. Livingstone, I presume
- 1962, Sitting...
- 1962, Sunrise
- 1963, The Planetarium
- 1963-1965, The Cold War
- 1964-1966, Dr. Schweitzer's Last Mission
- 1967, ESSO-LSD
- 1967-1968, The Little General-Pinball Machine
- 1969, Green power
- 1970, Pentagon Puzzle
- 1971, World Bank
- 1972, World Map

### Prosa e Poesia
- 1949, Trumpeten i stjärten
- 1950, Borborygmernas fall
- 1953, Det Stora Och Det Lilla
- 1953, Moa (1)
- 1961, Bobb (livsföreståndaren)

### Articoli
- 1950, D.A.F. de Sade; en introduktion
- 1952, Miniatyrmåleri in “Konstrevy”, n. 4-5, 1952[7]
- 1953, Opera[8]
- 1954, Hätila ragulpr på fåtskliaben, Manifest för konkret poesi
- 1955, Protelegram: SI ME MO in Öyvind Fahlström: Målningar och teckningar
- 1956, Capogrossi in “Konstrevy”, n.4, 1956[7]
- 1958, Målare I Rom in “Konstrevy”, n. 4, 1958[9]
- 1959, Två banbrytare – Riopelle och Arnal in “Konstrevy”, n. 5-6, 1959
- 1960, Wols, in “Konstrevy”, n. 2, 1960
- 1960, Hur länge till? In “Konstrevy”, n. 4, 1960[9]
- 1960, Deckare om människan: Om Alain Robbe-Grillet
- 1961, Bris in “Rondo”, n.3, 1961
- 1961, Levande teken in “Konstrevy”, n. 2, 1961
- 1963, Olle Ängkvist in “Konstrevy”, n. 1, 1963
- 1964, A game of character in "Art and Literature", n. 3, 1964[10]
- 1964, Manipulating the world in "Art and Literature", n. 3, 1964[11]
- 1965, Spel[12]
- 1965, Måleri i rum – ny teater och danse in “Konstrevy”, n. 4-5, 1965
- 1966, Sausages and Tweezers — A Running Commentary[13]
- 1966, Det extatiska huset in “Konstrevy”, n. 4, 1966 (ripubblicato poi in “Art international”, n.3, 1968)[14]
- 1967, Brev från Öyvind Fahlström: Bygg nöjeshus istället för kulturhus
- 1971, On Monopoly games[15]
- 1971, Some Of My Basic Assumptions[16]
- 1973, Historical Painting[17]
- 1975, Take Care of the World[18]

### Teatro
- 1953, Det Harda Och Det Mjuka - boord; konkret teaterstycke i två akter
- 1965, Hammarsjöld om Gud

### Happenings
- 20 ottobre 1962, Aida, på Moderna Museet
- 13 settembre 1964, Mellanöl, på Moderna Museet
- 1964, Fahlströms hörna
- 13 ottobre 1966, Kisses Sweeter than Wine[19]

### Radio
- 1963, Fåglar i Sverige
- 1966, Den helige Torsten Nilsson
- 1972, Cellen, collage för radio

### Film
- 1966, Mao-Hope March
- 1968, U-barn
- 1968, East Village
- 1968, Revolution Now
- 1971, Du gamla, du fria